# 尼古拉-路易·德·拉卡伊
尼古拉-路易·德·拉卡伊（法語：Nicolas-Louis de Lacaille，法語發音：[nikɔla lwi də lakaj]，1713年3月15日—1762年3月21日），法國天文學家。

## 生平
他少年亡父，家境貧困，曾在巴黎利雪学院（Collège de Lisieux）修讀修辞学与哲学，后于纳瓦拉学院（Collège de Navarre）修讀神學。雖然他接受了執事的命令，但他因卡西尼的贊助而獲得了工作，並且專注於科學。首先是從南特到巴约讷的沿海勘測。後來，在1739年，重新測量子午線的法國弧。這項艱鉅的任務花了他兩年的時間，有賴於拉卡伊自己的技巧，成功修正了卡西尼在1718年出版的異常結果，因此奥尔日河畔瑞维西市給他頒發了一個金字塔。他獲獎勵進入學術界，在馬薩林學院擔任數學教授。在那裡，他可以根據自己的需要在小小的天文台工作。
他提出他渴望觀察南半球的天空。1750年，他前往好望角的天文遠征正式地被認可。眾多觀測結果之中就是月球和太陽位差（以火星作為中介）、子午線的南非弧的首次測量和一萬個南天星星的觀測。1754年，在他返回巴黎的途中，他發現自己成了公眾關注的對象而感到苦惱。他選擇離開馬薩林學院。
1762年，他因痛風和過度勞累而逝世。

## 科學貢獻
他羅列出近一萬顆南天星星，包括42個星雲的巨大天體目錄，所以引起了世人的注意。他的目錄《Coelum Australe Stelliferum》於身後的1763年出版。他創建了14個新星座，而這些星座都流傳至今成了標準。他並且計算了橫跨1800年的星食表。

## 重要著作
- Astronomiae Fundamenta（1757），包括了398顆星星的標準目錄，由弗朗西斯·贝利重新修定（Memoirs Roy. Astr. Society, v. 93）
- Tabulae Solares（1758）
- Coelum australe stelliferum（1763）讓·多米尼克·馬拉爾迪（J. D. Maraldi）著，包含了一萬顆星星和14個新星座的描述
- Observations sur 515 étoiles du Zodiaque（published in t. vi. of his Ephémérides, 1763）
- Leçons élémentaires de Mathématiques（1741）, frequently reprinted
- ditto de Mécanique（1743）, &c.
- ditto d'Astronomie（1746）, 4th edition augmented by Lalande (1779)
- ditto d'Optique（1750）, &c.